# Melipona ogilviei
Melipona ogilviei är en biart som beskrevs av Schwarz 1932. Melipona ogilviei ingår i släktet Melipona och familjen långtungebin. Inga underarter finns listade i Catalogue of Life.